# SLOT (omroep)
SLOT (Stichting Lokale Omroep Tegelen) was, tot de gemeentelijke herindeling van Tegelen, Belfeld en Venlo, de lokale omroep van de gemeente Tegelen.

## Geschiedenis
SLOT is ontstaan uit de Tegelse afdeling van LATE (Lokale Abonnee Televisie Echt) die vanaf 1987 lokale televisie-uitzendingen verzorgde. In eerste instantie zond de SLOT zowel radio als televisie uit. Later hield de omroep zich alleen nog bezig met het maken van radio-uitzendingen. Televisie-uitzendingen werden alleen nog gemaakt tijdens de Tegelse Carnavalsoptocht.
SLOT Radio deelde met Radio Stadsomroep Venlo een etherfrequentie, 96.9 FM. SLOT Radio had wel een eigen kabelfrequentie, 90.4 FM. Na de gemeentelijke herindeling in 2001 is de omroep samen met Stadsomroep Venlo verdergegaan onder de naam "Omroep Venlo".

## Verdeling etherzendtijd
| Dag       | Omroep                                  |
| --------- | --------------------------------------- |
| Maandag   | tot 18.00 Stadsomroep, vanaf 18.00 SLOT |
| Dinsdag   | tot 18.00 Stadsomroep, vanaf 18.00 SLOT |
| Woensdag  | Stadsomroep                             |
| Donderdag | Stadsomroep                             |
| Vrijdag   | Stadsomroep                             |
| Zaterdag  | Stadsomroep, soms SLOT                  |
| Zondag    | SLOT                                    |